# لانگفورد، داربی‌شر
لانگفورد (به انگلیسی: Longford) یک روستا و محله مدنی در بریتانیا است که در Derbyshire Dales واقع شده‌است. لانگفورد ۳۴۹ نفر جمعیت دارد.